# Кахана, Уриэль
Уриэль Кахана (ивр. אוריאל כהנא‎, (1903, Киев, Российская империя — 1965, Израиль) — израильский архитектор, дизайнер и художник. Зять известного еврейского писателя Шолом-Алейхема.

## Биография
Уриэль Кахана родился в Киеве, в еврейской семье. Его отец, Авраам Кахана был известным ученым, автором и издателем. Мать, Хана - дочь раввина Бердичева Якова Шефтеля. Уриэль с детства увлекался искусством, архитектурой, дизайном и языками. Жил и работал в Палестине, а затем в Израиле с середины 20-х годов ХХ-го века. Учился и работал в Риме, Праге, Лондоне, Тель-Авиве, Хайфе и Бейруте.
Сотрудничал с Эрихом Мендельсоном (дом Хаима Вейцмана в Реховоте, Больница Хадасса[где?] и здания Англо-Палестинского Банка в Иерусалиме.

 Был женат на Тамаре Беркович — дочери И. Д. Берковича и внучке Шолом-Алейхема.